# 白山 (川崎市)
白山（はくさん）は、神奈川県川崎市麻生区の地名。現行行政地名は白山1丁目から白山5丁目。住居表示実施済区域。

## 地理
麻生区の中央部に位置し、東半分に王禅寺東、西半分に王禅寺西と接している。主としてニュータウン「新ゆりグリーンタウン」からなる。

## 歴史

### 沿革
- 1981年（昭和56年）2月2日 - 住居表示を実施に伴い、王禅寺字白山の一部を分離し、白山1丁目から白山5丁目を新設。川崎市多摩区白山となる。
- 1982年（昭和57年）7月 - 多摩区から分区し麻生区が新設。川崎市麻生区白山となる[5][6]。

## 世帯数と人口
2025年（令和7年）6月30日現在（川崎市発表）の世帯数と人口は以下の通りである。
| 丁目      | 世帯数    | 人口    |
| --------- | --------- | ------- |
| 白山1丁目 | 454世帯   | 833人   |
| 白山2丁目 | 217世帯   | 442人   |
| 白山3丁目 | 133世帯   | 279人   |
| 白山4丁目 | 766世帯   | 1,563人 |
| 白山5丁目 | 914世帯   | 1,824人 |
| 計        | 2,484世帯 | 4,941人 |

### 人口の変遷
国勢調査による人口の推移。
| 年                 | 人口  |
| ------------------ | ----- |
| 1995年（平成7年）  | 7,725 |
| 2000年（平成12年） | 7,102 |
| 2005年（平成17年） | 6,517 |
| 2010年（平成22年） | 5,874 |
| 2015年（平成27年） | 5,566 |
| 2020年（令和2年）  | 5,288 |

### 世帯数の変遷
国勢調査による世帯数の推移。
| 年                 | 世帯数 |
| ------------------ | ------ |
| 1995年（平成7年）  | 2,294  |
| 2000年（平成12年） | 2,293  |
| 2005年（平成17年） | 2,310  |
| 2010年（平成22年） | 2,317  |
| 2015年（平成27年） | 2,288  |
| 2020年（令和2年）  | 2,333  |

## 学区
市立小・中学校に通う場合、学区は以下の通りとなる（2021年12月時点）。
| 丁目      | 番・番地等 | 小学校                   | 中学校                   |
| --------- | ---------- | ------------------------ | ------------------------ |
| 白山1丁目 | 全域       | 川崎市立王禅寺中央小学校 | 川崎市立王禅寺中央中学校 |
| 白山2丁目 | 全域       | 川崎市立王禅寺中央小学校 | 川崎市立王禅寺中央中学校 |
| 白山3丁目 | 全域       | 川崎市立王禅寺中央小学校 | 川崎市立王禅寺中央中学校 |
| 白山4丁目 | 全域       | 川崎市立王禅寺中央小学校 | 川崎市立王禅寺中央中学校 |
| 白山5丁目 | 全域       | 川崎市立真福寺小学校     | 川崎市立王禅寺中央中学校 |

## 事業所
2021年（令和3年）現在の経済センサス調査による事業所数と従業員数は以下の通りである。
| 丁目         | 事業所数 | 従業員数 |
| ------------ | -------- | -------- |
| 白山1丁目    | 6事業所  | 194人    |
| 白山2・3丁目 | 4事業所  | 31人     |
| 白山4丁目    | 33事業所 | 214人    |
| 白山5丁目    | 14事業所 | 121人    |
| 計           | 57事業所 | 560人    |

### 事業者数の変遷
経済センサスによる事業所数の推移。
| 年                 | 事業者数 |
| ------------------ | -------- |
| 2016年（平成28年） | 60       |
| 2021年（令和3年）  | 57       |

### 従業員数の変遷
経済センサスによる従業員数の推移。
| 年                 | 従業員数 |
| ------------------ | -------- |
| 2016年（平成28年） | 398      |
| 2021年（令和3年）  | 560      |

## 施設
- 日本映画大学 白山キャンパス
- 川崎市立真福寺小学校
- 川崎白山郵便局[17]
- 西友 新ゆりグリーンタウン店[18]
- 白山神社
- むじなが池公園

## その他

### 日本郵便
- 郵便番号 : 215-0014[3]（集配局：麻生郵便局[19]）。

### 警察
町内の警察の管轄区域は以下の通りである。
| 丁目      | 番・番地等 | 警察署     | 交番・駐在所 |
| --------- | ---------- | ---------- | ------------ |
| 白山1丁目 | 全域       | 麻生警察署 | 王禅寺交番   |
| 白山2丁目 | 全域       | 麻生警察署 | 王禅寺交番   |
| 白山3丁目 | 全域       | 麻生警察署 | 王禅寺交番   |
| 白山4丁目 | 全域       | 麻生警察署 | 王禅寺交番   |
| 白山5丁目 | 全域       | 麻生警察署 | 王禅寺交番   |